# Brian Froud
Brian Froud, född 1947 i Winchester, är en brittisk illustratör och konstnär. För sina illustrationer i boken Lady Cottington's Pressed Fairy Book belönades Froud med Hugopriset.